# 八木徹
八木 徹（やぎ とおる、1972年7月4日 - ）は、主に福岡県を中心に活動するラジオパーソナリティ。東京都八王子市出身。

## 人物
大学卒業後、就職により来福、2000年代初頭より福岡でパーソナリティ活動を開始。デビュー当初は天神エフエムで下積みを経験、現在はCROSS FMで活動していたが、2025年3月28日放送のCHEER UP! FRIDAYのエンディングで番組降板並びに、CROSS FMのナビゲーターを辞めることを報告した。2017年からは、北九州スタジアムを新たな本拠としたJリーグ・ギラヴァンツ北九州のスタジアムDJも務める。
格闘技が好きで、アントニオ猪木の大ファンであり、彼の口癖でもある「元気があれば何でも出来る!」をモットーとしている。柔道は初段、カラーコーディネーターの資格も持つ。
いわゆる「デブキャラ」であり、自らもこれを番組でネタにしている。先述の格闘技ファンと掛けた「八木サップ（元ネタはボブ・サップ）」というニックネームまで持つ。大学時代は、「フリーダム」というテニスサークルの部長をしていた。

## 現在の仕事

### ラジオの担当番組
なし

### その他
- ギラヴァンツ北九州スタジアムDJ（2017年 - ）

## 過去の担当番組

### CROSS FM
- WEEKEND VIEW（土曜）
- RADIO GONG SHOW（土曜）
- CROSS SUPER SATURDAY（土曜）
- CROSS SUNDAY MORNING（日曜）
- CROSS EARLY MORNING SHOW（日曜）
- JUST RADIO（金曜）
- AIR MAGAZINE（月曜・水曜・金曜10:00-12:00）
- やぎラッチョー!（月曜-木曜22:00-25:00） - 自身初の冠番組。
- evening press（土曜・日曜17:00-19:00）
- HI! Calorie（土曜12:00-17:00）
- 電波活力戦隊デンカツジャー（月曜-金曜7:00-10:00） - デンカツレッド名義。
- UP↑UP（月曜9:00-12:53）
- CHEER UP! FRIDAY （金曜6:30-11:47） - 番組開始から2025年3月28日まで担当。

### Dreams FM
- SWICH-FIVE!（ドリームスエフエム、水曜）
- サタデーモーニングミュージアム（ドリームスエフエム、土曜8:00-9:30）
- BEGINNER'S SPICE（ドリームスエフエム、月曜・火曜16:00-19:00）

### その他
- SUNSET POWER JAM（エフエム佐賀、金曜）
- チェケラッチョFRIDAY（エフエム佐賀、金曜13:30-15:00）
- 夕方ラジオ チェケラッチョ（エフエム佐賀、月曜・火曜16:00-19:00）
- 夜はこれから!ホークス派宣言（KBCラジオ）